# Todiramphus macleayii
El alción de Macleay (Todiramphus macleayii) es una especie de ave coraciforme de la familia Halcyonidae que habita en Australasia. Sus partes superiores son predominantemente azules y las inferiores blancas. Como muchos miembros de su familia caza invertebrados, pequeñas ranas y lagartijas.

## Taxonomía
El alción de Macleay fue descrito científicamente por los naturalistas William Jardine y Prideaux John Selby en 1830. Durante muchos se conoció con su antiguo nombre científico Halcyon macleayi hasta que fue trasladado al género Todiramphus. Se reconocen tres subespecies:
- H. m. macleayi, la subespecie nominal, se encuentra en el norte de Australia hasta el golfo de Carpentaria.
- H. m. elisabeth, presente en Nueva Guinea e islas circundantes.
- H. m. incinctus, descrita por John Gould, de tonos verdosos en la espalda y ligeramente más grande. Se encuentra en el este de Australia.

## Descripción

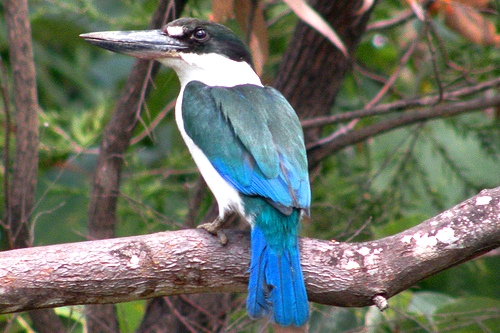
Individuo en Queensland.

El alción de Macleay mide entre 21,5-25.5 cm (8.5–10 in). Tiene las alas, la cabeza y la cola azules y las partes inferiores y el cuello blancas. Tiene dos manchas blancas frente a los ojos y una lista negra que va desde el pico hasta la nuca a través de los ojos. En vuelo se aprecia una mancha blanca en sus alas. La hembra se distingue porque la parte posterior del cuello es azul en lugar de blanca. Su iris es de color pardo oscuro y sus patas son de color gris oscuro. Los inmaduros son de tonos más apagados y tienen el píleo negruzco.

## Distribución y hábitat
El alción de Macleay habita en el este de Indonesia, Papúa Nueva Guinea, las islas Salomón y Australia, donde se encuentra en las zonas costeras del norte y orientales del continente australiano. Es un visitante estival en las zonas meridionales de área de distribución de Nueva Gales del Sur y Queensland y en el resto reside todo el año.
Su hábitat natural son los bosques tropicales y subtropicales tanto húmedos como secos, también se encuentra en los manglares y las zonas pantanosas donde predominan los arbustos Melaleuca.

## Comportamiento
Se alimenta de invertebrados como los escabajos, saltamontes, arañas, lombrices además de pequeñas ranas y lagartijas. Tras atrapar a sus presas suele manarlas golpeándolas contra una rama.
Su época de cría en Australia se desarrolla desde octubre hasta enero y solo realizan una puesta por año. Construyen su nido en una madriguera excavada en el interior de un nido de termitas arbóreas, a alturas entre los 10–12 m del suelo. Suelen poner de tres a seis huevos, que miden 25 mm x 22 mm. Los pollos tardan un mes en desarrollarse y dejar el nido.